# Wasserturm Stadtwerke München
Der Wasserturm in der Emmy-Noether-Straße ist ein denkmalgeschützter Wasserturm in München-Moosach.
Er gehört zum ehemaligen Gaswerk Moosach der Stadtwerke München.

## Architektur
Er wurde 1906 von den Architekten Robert Rehlen und Hans Ries im Reduktionsstil entworfen und in den Jahren 1906 bis 1907 durch Dyckerhoff und Widmann in Betonbauweise errichtet. Er besitzt einen quadratischen Unterbau mit oktogonalem Aufbau und Zeltdach. An den Seiten sind Zifferblätter einer Turmuhr angebracht.